# Модлона
Мо́длона (устар. Мадлона) — река в Кирилловском районе Вологодской области России. Впадает в озеро Воже (бассейн реки Онега). Длина реки — 27 км.
Модлона вытекает из озера Вещозеро (в которое впадает река Совза). Течёт сначала с севера на юг, затем — с запада на восток. Впадает в южную часть озера Воже. Ниже устья Перешной из Модлоны вытекает река Елома, которая впадает в озеро Еломское, соединяющееся с озером Воже. Высота устья — 120,9 м над уровнем моря.
Крупнейшие притоки: Перешна, Ухтомица.
В 1919 году, 1938—1940, 1945—1957 и 1970—1975 годах на территории Чарозерского района было открыто и исследовалось А. Я. Брюсовым и С. В. Ошибкиной Модлонское свайное поселение — неолитическое поселение первой половины III тысячелетия до нашей эры. На правом берегу Модлоны находится стоянка каргопольской культуры Против Гостиного Берега. На правом берегу Еломы находится неолитическая стоянка каргопольской культуры Караваиха. На левом берегу Модлоны на территории бывшей деревни Погостище методом бурения с последующей закладкой разведочных шурфов были открыты мезолитические памятники Погостище-14 и Погостище-15.